# Dante Rui
Dante Ruy Vanuchi (São Paulo, 11 de junho de 1926 — 21 de fevereiro de 2008), por vezes creditado como Dante Rui ou Dante Ruy, foi um ator, radioator e dublador brasileiro.
Formado em teatro, iniciou seus trabalhos em 1964, na TV Record, atuando na novela Marcados pelo Amor. Teve destaque em várias telenovelas em diversas emissoras, dentre elas A Viagem, na TV Tupi, e Meu Pé de Laranja Lima, na Rede Bandeirantes.
Seu último trabalho foi em Sangue do Meu Sangue, produzido pelo SBT de 1995 a 1996.
Foi casado com Idalina Polimeno Vanuchi de 1951 a 1980, com quem teve duas filhas, Márcia Idalina e Regina Maria. Em 1981 passou a viver com Regina Célia Leite. O casal teve um filho chamado Thiago.
Morreu no dia 21 de fevereiro de 2008, aos 81 anos, em decorrência de uma infecção pulmonar.

## Carreira

### Na televisão
| Ano       | Título                   | Personagem              | Notas                          |
| --------- | ------------------------ | ----------------------- | ------------------------------ |
| 1997      | Teleteatro               | Felipe                  | Episódio "O Sequestro"         |
| 1996      | Caso Especial            | Sequestrador            | Episódio "A Trágica Farsa"     |
| 1995-1996 | Sangue do Meu Sangue     | Gervásio                |                                |
| 1990      | Meu Bem Meu Mal          | Rubem Miranda           |                                |
| 1989      | Bronco                   | Seu Zé, o homem da mula |                                |
| 1984      | Jerônimo                 | Coronel Ventura         |                                |
| 1984      | Rabo-de-Saia             | —                       |                                |
| 1984      | Meus Filhos, Minha Vida  | Noé                     |                                |
| 1983      | Caso Especial            | Afonsinho               | Episódio: "Domingo Em Família" |
| 1983      | Acorrentada              | Sérgio                  |                                |
| 1982      | Paiol Velho              | —                       |                                |
| 1982      | As Cinco Panelas de Ouro | Major Diogo Mourão      |                                |
| 1981      | Partidas Dobradas        | —                       |                                |
| 1981      | Vento do Mar Aberto      | —                       |                                |
| 1981      | Os Imigrantes            |                         | Participação Especial          |
| 1980      | O Meu Pé de Laranja Lima | Caetano                 |                                |
| 1978      | Salário Mínimo           | Isidoro                 |                                |
| 1978      | O Direito de Nascer      | Pablo                   |                                |
| 1976      | O Julgamento             | Maximino Pratas         |                                |
| 1976      | Xeque-Mate               | João                    |                                |
| 1975      | Ovelha Negra             | Mateus                  |                                |
| 1975      | A Viagem                 | Agenor                  |                                |
| 1972      | Bel-Ami                  | Zé                      |                                |
| 1969      | A Grande Mentira         | Rafael                  |                                |
| 1964      | Marcados pelo Amor       | Mauro                   |                                |

### No cinema
| Ano  | Título                           | Personagem    | Notas                           |
| ---- | -------------------------------- | ------------- | ------------------------------- |
| 1985 | Made In Brazil                   | Médico        | Segmento: "Furacão Acorrentado" |
| 1984 | Mulher... Sexo... Veneno         | Joaquim       |                                 |
| 1984 | O Escândalo na Sociedade         | Martins       |                                 |
| 1983 | Pecado Horizontal                | Belarmino     |                                 |
| 1982 | As Aventuras de Mário Fofoca     | Tio de Mário  |                                 |
| 1980 | Os Rapazes da Difícil Vida Fácil | Oscar         |                                 |
| 1978 | A Noite dos Duros                | Tatu-Cego     |                                 |
| 1977 | Jecão, um Fofoqueiro no Céu      | Chico Fazenda |                                 |